# チャクチャク (菓子)
チャクチャク（ラテン文字：Çäkçäk - [tʃækˈtʃæk]、[ɕækˈɕæk]、ヤナリフ：Cəkcək、タタール・キリル文字：Чәкчәк/ чәк-чәк / çäk-çäk、タジク語: чақчақ - チャクチャク、ロシア語: чак-чак - チャクチャク、バシキール語: сәк-сәк - シャクシャク、カザフ語: шек-шек - シェクシェク）はタタール人の間で作られている菓子である。チャクチャクはタタールスタンやバシコルトスタンで特に人気のある菓子であり、ロシアではタタールスタンの郷土料理と認識されている。
チャクチャクは発酵前のパン生地を切り分け、ヘーゼルナッツ程度の大きさの球へと丸め、油で揚げることで出来上がる。また、生地にヘーゼルナッツやドライフルーツを混ぜ込むこともある。揚げた生地は専用の型へと積み上げ、上から煮えたぎったはちみつをかける。冷まして硬くなった後、ヘーゼルナッツやドライフルーツで飾り付けをすることもある。
伝統的な結婚式においては、チャクチャクは通常よりも大きなサイズで作られ、キャンディやドラジェで飾り付けをしていることが多い。世界最大のチャクチャク（1000kg）は2005年8月29日にカザンの千年記念行事で制作された。

## 種類
- 生地を平たく細長い数センチ長さの形にして揚げた場合、チャクチャクはボハラ・カラワセ（Boxara käläwäse / Бохара кәләвәсе、[bɔxɑˈrɑ kælæwæˈse]、ブハラのkäläwäを意味する）と呼ばれる[1]。
- カザフスタン料理のシェクシェクはボハラ・カラワセに似た料理である。
- タジキスタン料理のチャクチャクでは平たく細長い数センチの長さの形にしたものと球状のもの、両方が作られている。